# Berberis ziyunensis
Berberis ziyunensis là một loài thực vật có hoa trong họ Hoàng mộc. Loài này được P.K.Hsiao & Z.Yu.Li mô tả khoa học đầu tiên năm 1999.